# Moston, Greater Manchester
Moston är en stadsdel i Manchester, i distriktet Manchester, i grevskapet Greater Manchester, i England. Denna ward hade 18 813 invånare år 2021. Moston var en civil parish från 1866 till 1896 då den blev en del av North Manchester. Denna civil parish hade 5 179 invånare år 1891.